# Hookeriopsis callicostelloides
Hookeriopsis callicostelloides là một loài Rêu trong họ Hookeriaceae. Loài này được Herzog & Thér. mô tả khoa học đầu tiên năm 1935.